# Kabwe
Kabwe is de hoofdstad van de provincie Central in Zambia. De stad ligt op 1172 meter hoogte en op ongeveer 120 km (ten noorden) van de hoofdstad Lusaka. De stad telde 176.758 inwoners bij de volkstelling van 2000. 
Kabwe is tevens de oudste mijn van het land welke geopend is in 1902 en voorziet de stad voornamelijk van lood en zink. Deze mijn heette oorspronkelijk Broken Hill en vormde de basis van de stad in dat jaar. De stad heette oorspronkelijk ook Broken Hill. Volgens het Blacksmith Institute is Kabwe een van de 10 meest vervuilde steden ter wereld, waarbij met name de verontreiniging door lood tot gezondheidsproblemen leidt.
In 1921 werd de Homo rhodesiensis hier in een mijn aangetroffen.
Sinds 2011 is Kabwe de zetel van een rooms-katholiek bisdom.

## Geboren in Broken Hill/Kabwe
- Wilbur Smith (1933-2021), schrijver
- Emmanuel Mayuka (1990), voetballer
- Emmanuel Mbola (1993), voetballer